# Dalupproren
Dalupproren var de tre uppror som allmogen i Dalarna gjorde mot Gustav Vasa. Det första dalupproret 1524-1525, det andra dalupproret 1527–1528, och det tredje dalupproret (Klockupproret) 1531–1533.

## Bakgrund
Unionskonungen Kristian II:s försök att skapa en skandinavisk hegemoni i Östersjön ledde till en konflikt med Hansan, som framförallt drabbade Sveriges förnämsta exportvara, kopparen från Stora Kopparberget. Allmogen i Dalarna och borgarna i Stockholm tillhörde därför de som först stödde Gustav Vasa när han reste upprorsfanan. Ökningen av kungamakten, lågkonjunkturen och inte minst reformationen och indragningen av kyrkans egendomar alienerade dock snart Dalaallmogen från konungen. Tre daluppror bröts ut som dock alla rann ut i sanden utan att några stridshandlingar skedde.
De två första upproren hade delvis som bakgrund Sture-släktens ambitioner att återta kronan från uppkomlingen Gustav Vasa.

## Första dalupproret 1524–1525
Föga mer än ett år hade förflutit efter Gustavs tronbestigning då i Dalarna yppade sig missnöje med hans regering. Det var naturligt att, efter de närmast föregående årtiondenas oro och särskilt efter befrielsekrigets våldsamma rörelse, mycket skulle vara i olag, som först med tiden och allteftersom de nya förhållandena vann stadga kunde rättas och bättras. Dit hörde bland annat det höga priset på nödvändighetsvaror, orsakat dels av bristen på redbart mynt, dels av det sätt varpå de lübeckska köpmännen begagnade det handelsmonopol som kungen av tvingande nöd givit dem som lön för deras hjälp vid Stockholms intagande 1523. Den oro dessa missförhållanden framkallade bland dalkarlarna yttrade sig redan vid slutet av 1524 i klagomål till kungen; men först 1525 antog missnöjet en farligare karaktär.
1523 hade Gustav Vasa träffat Laurentius Andreæ och börjat närma sig den protestantiska läran, och 1524 bröt Sverige de officiella kontakterna med Rom. Troligtvis hade Gustav Vasa redan planer på en övergång till den lutherska läran. Genom Laurentius Andreæ lärde kungen känna Olaus Petri och 1524 förflyttades han till Stockholm, gjordes till sekreterare stadens råd och prost i Storkyrkan.
Dalkarlarna hade bearbetats av personer som i kung Gustav såg en vän av den lutherska reformationen, särskilt av två bland den gamla kyrkans män, Peder Jakobsson och Knut Mickelsson, vilka tillika av personliga skäl var kungens fiender. Den förre, som förut tjänat riksföreståndaren Sten Sture den yngre, hade skrivit mot kungen förgripliga brev och därför av denne 1523 avsatts från biskopsstolen i Västerås, och den senare, som var domprost i samma stad, hade såsom misstänkt för delaktighet i dessa stämplingar förlorat sitt ämbete. I deras sällskap fanns även en tredje man, Peder Grym, som tagit avstånd från Gustav Vasa.
Båda uppträdde mot slutet av 1524 i Dalarna och vann stöd i synnerhet i övre Dalarna. Gustav Vasa sände i slutet av 1524 brev till Dalarna där han varnade för kontakter med Peder Jakobsson, och påbjöd att hans ärende skulle behandlas på ett möte, dit ombud även från Dalarna kallades. I januari 1524 förnyades varningarna. Han skickade även brev till Knut Mickelsson, där han bad honom återvända till Västerås, där kungen skulle lovade främja hans sak vid en rättegång. Från Dalarna hade redan under 1524 kommit klagomål. Priserna på köpevaror har rusat i höjden och myntbristen sedan klippingarna lysts av var stor. Man klagade även över att rika stormän köpte upp all säd och sålde den dyrt i städerna med spannmålsbrist som följd. Man klagade även de många utlänningar som Gustav Vasa tagit i sin tjänst. Våren 1525 höll dalkarlarna ett möte i Stora Tuna socken och uppsatte där ett brev, där de klagade över att kungen låtit fängsla Kristina, Nils Sture och Jöns Karlsson, och i stället satt tyska och danska före detta fiender till fogdar, att de ansåg sig fria från sin tro och lydnad, om inte missförhållandena rättades. Dalkarlarna skall även ha haft kontakt med Søren Norby, som skall ha haft kontakter med Kristina Nilsdotter, Sten Sture den yngres änka om ett giftermål.
Brevet framlämnades till kungen vid det riksmöte han anordnat i Västerås maj 1525. Där lyckades han dock få alla närvarande parter att lova honom tro och lydnad. Han begav sid därefter till Kalmar med storm intog Kalmar slott från Berend von Melen. Under tid hade Norbys krigståg i Skåne blivit genom danska trupper tillintetgjort. Gustav Vasa hade tidigare skickat ett brev där han i lugn ton förklarade bakgrunden till sitt agerande, och förklarade att om de ville överlämna Peder Jakobsson till honom och visa sig som trogna undersåtar skulle han verka för deras bästa. Sedan han återkommit till Stockholm från Kalmar åkte han i oktober upp till Stora Tuna socken, där han höll ett möte med dalkarlarna. Oron var nu betydligt stillad. Vid mötet framgick det att det verkade vara i Mora socken som oron varit som störst. Mora kyrkoherde mäster Jakob hade kallats till mötet men uteblivit, vilket av kungen togs som bevis för att han hörde till förrädarnas parti. Moraborna vädjade förgäves efter att få behålla sin kyrkoherde, men kungen var obeveklig och denne tog tillfället i akt att fly till Norge.
De övriga upprorsledarna hade då redan (troligen redan i juni månad) flytt till Norge, där de fann skydd hos ärkebiskop Olav Engelbrektsson i Trondheim och hos rikets ståthållare, Vincents Lunge, vilka av olika skäl var kung Gustaf gramse. Gustafs framställningar om flyktingarnas utlämnande understöddes emellertid av kung Fredrik I av Danmark, och i juli 1526 sändes äntligen Mäster Knut till Sverige. Han ställdes i Stockholm till rätta inför en domstol av andliga och världsliga personer och dömdes för förräderi. I september utlämnades även Peder Sunnanväder. Såväl han som hans medbroder fördes i ett skymfligt tåg genom Stockholms gator och hölls sedan båda i fängelse, till dess Peder Sunnanväder i februari 1527 sändes till Uppsala och ställdes inför en domstol, vilken var sammansatt ungefär så som den, av vilken Mäster Knut blivit dömd. De andliga ledamöterna protesterade visserligen mot domstolens befogenhet, men de världsliga dömde den anklagade till stegel och hjul. Domen verkställdes genast. Ett par dagar därefter undergick Mäster Knut samma öde i Stockholm.

## Andra dalupproret 1527–1528
Straffet hade inte hunnit drabba det så kallade första dalupprorets ledare, innan förebuden till det andra framträdde. Bristen på livsförnödenheter fortfor, kung Gustafs allt tydligare framträdande benägenhet för en kyrklig reformation stred i mycket mot allmogens åskådningssätt, och en skatt till gäldande av lübeckarnas fordringar från befrielsekriget väckte missnöje. 
I januari 1527 förebrår kungen dalkarlarna de ”hårda och tredska svar” de givit på hans begäran om skatten, och vid samma tid började de bearbetas av Daljunkern, som av allt att döma var Sten Stures 15-åriga son Nils Stensson Sture. Socknarna Leksand, Mora och Orsa anslöt sig till daljunkern, men inte Hedemora, Husby och Skedvi, och till dem slöt sig snart även Tuna, Gagnef och Rättvik, vilka i början sagt sig vilja vara neutrala. Upproret bestod egentligen i fejd mellan de olika socknarna, varvid bergsmannen Måns Nilsson i Aspeboda och Anders Persson på Rankhyttan var det kungliga partiets främsta ledare. 
Kungen var outtröttlig att genom skrivelser söka inverka på de upproriska, och vid Eriksmässan i Uppsala 1527 höll han ett möte med utskickade från Dalarna och besvarade deras klagomål. Kort därpå förmådde han Stockholms borgerskap och upplänningarna att genom en beskickning göra dalkarlarna föreställningar.
Daljunkern såg snart sina möjligheter till framgång som små, och redan samma år begav han sig via Jämtland åter in i Norge. Därifrån sände han i januari 1528 ett brev till dalkarlarna där han uppmanade dem till uppror, dock utan framgång.

### Upplösning och efterräkningar
Dalkarlarna skickade ombud till kungen i samband med hans kröning i Uppsala 28 januari 1528. Till det yttre var relationen till dem vid den här tiden god, men Gustav Vasa höll ögonen på dem och planerade troligen redan en straffexpedition. Femtondag jul sände han fogdar med uppmaning att efterspana upprorsmän. Från riksdagen i Västerås, dit han 15 februari kallat riksråden och de främsta ur adeln skrev han skrivelser till dalkarlarna där han förklarade sig ha för avsikt att rycka upp till Norska gränsen för att efterspana om några upprorsmän återvänt från Norge. Samtidigt kallade han till ett landsting i Stora Tuna socken på askonsdagen. I februari drog han i spetsen för 14.000 man upp till Stora Tuna, där allmogen församlats på slätten runt Stora Tuna kyrka. Folket omringades och några kanoner placerades med mynningen mot folkhavet. Kungen själv satt till häst i rustningen, medan rådmännen som ledde underhandlingarna med bönderna satt framför honom något åt sidan.
Först upplästes en skrivelse, där allmogen klandrades för sitt agerande under de senaste åren, det tydliggjordes att de inte hade rättighet att bestämma vem som skulle vara kung och om de försökte sig på det skulle de straffas som fiender till riket. Måns Bryntesson höll även ett tal där han klandrade dem för att ha brutit sin tro mot kungen och framhöll det tålamod kungen visat mot dem. Dalkarlarna tackade kungen för den nåd han visat mot dem, men menade sig inte ha begått något brott eller genomfört något uppror. Måns Bryntesson klargjorde då att om bönderna själva inte utlämnade alla som stött Daljunkern skulle alla bönder på platsen avrättas. Dalkarlarna valde då att själva utlämna personer som deltagit i upproret. Dessa dömdes omedelbart av lagmännen och riksråden till döden och började avrättas.
Vartefter allt fler bönder avrättades började de kvarvarande be om nåd. Kungen var till en början oberörd av deras böner, men när han ansåg demonstrationen fått avsedd verkan lät han de övriga få nåd. Han drog därefter till Hälsingland, som man där befunnit sig i brevkontakt med dalkarlarna. Även här omringades allmogen och tvingades till underkastelse, men han nöjde sig med att arrestera några av huvudmännen. Därefter begav han sig till Gästrikland för att även hålla landsting med allmogen där. Under tiden som Gustav Vasa befann sig i Gästrikland greps en av huvudmännen för upproret, Peder Grym, i Hälsingland. Man fann hos honom flera brev med upplysningar om upprorsmännens stöd i Norge. 
Peder Grym fördes till Stockholm, där han förhördes 18 och 20 april och bekände planen att med dalkarlarnas hjälp insätta Nils Sture på tronen. Om dalkarlarnas uppror misslyckades skulle man i stället anskaffa skepp och sjövägen från Norge anfalla Öland och Kalmar. För sin hjälp från Norge hade Nils Sture lovat att Viken skulle tillfalla landet, då han blev kung. Han avrättades och kroppen sattes upp på stegel.

## Tredje dalupproret (Klockupproret) 1531–1533
Liksom påbudet om skatten till lübeckska gäldens betalning sannolikt närmast bragte missnöjet i Dalarna till utbrott 1527 var det beslut om klockskatten som för samma ändamål fattades vid herredagar i Örebro och Uppsala 1531 den huvudsakliga anledningen till det tredje dalupproret under Gustaf I:s tid. De kungliga sändebuden erhöll visserligen vid landstinget i Tuna (februari) löfte om en klocka från varje sockenkyrka; men när klockorna skulle hämtas, var stämningen förändrad. Leksandsbönderna misshandlade kungens utskickade, och såväl de som inbyggarna i Ål och Gagnef nekade att utlämna sina klockor. Tunabönderna tog sin tillbaka, och Kopparbergsmännen ställde sig på de uppstudsigas sida. Bland de främsta anstiftarna av oron var nu Gustafs forna vänner Måns Nilsson i Aspeboda och Anders Persson på Rankhyttan samt Nils i Söderby från Ål. I stället för att hörsamma kallelsen att sända ombud till den ovan omtalade herredagen i Uppsala (maj) utsände dalkarlarna kallelse till en riksdag i Arboga. Detta tilltag ledde emellertid inte till någon påföljd, och dalamännen blev nu en tid, till sin egen stora förvåning, lämnade åt sig själva. De visste inte rätt vad de skulle företaga och fann slutligen skäl att "ge sig till frids". I augusti 1531 erbjöd de sig att betala 2000 mark för sina klockor, vilket anbud mottogs av kungen, som på samma gång återgav dem sin nåd. Därmed trodde dalkarlarna saken vara slut; men de skulle finna, att de däri bedragit sig.
När kung Gustaf förklarade sig villig att mottaga dalkarlarnas förlikningsförslag visste han att den landsflyktige Kristian II äntligen lyckats samla en här för att återtaga sina riken, och han trodde till och med, att dennes flotta redan avseglat från Nederländerna. Under sådana förhållanden ville han naturligtvis vara fri från oro inom landet. Men knappt ett halvt år efter det Kristians företag misslyckats fann han tiden inne att åter upptaga saken med sina dalkarlar. Det är inte troligt att huvudorsaken till den räfst han nu lät övergå dalkarlarna låg däri att möjligen några bland dem stått i förbindelse med kung Kristian och de svenska herrarna i dennes följe, utan helt säkert sökte Gustaf nu ett tillfälle att straffa vad han 1531 av nödtvång tillgivit. I januari 1533 stämde han dalkarlarna sig till mötes vid Kopparberget, infann sig där med krigsfolk och höll ett skarpare strafftal än någonsin förut. De brottsligaste fängslades, de övriga fick tillåtelse att återvända hem; men den hjälp i klockor och penningar, som dalkarlarna dittills hållit inne, blev nu utkrävd. Av de fängslade blev några genast dömda och avrättade inför de övriga dalkarlarna. De andra, bland annat ledarna Måns Nilsson, Anders Persson och Ingel Hansson fördes till Stockholm och hölls där i fängelse till i början av 1534, då de av en domstol, som bestod av riksråd, frälsemän samt huvudstadens borgmästare och råd, dömdes till döden. Därmed var det slut på oron i Dalarna under Gustaf I:s tid.

## Resultat
Dalupproren medförde inga stridshandlingar, och inte en enda man verkar ha dödats på någon av sidorna, förutom de som blev avrättade efter upproren genom kungens försorg.
Dalupproren saknade kraftfull ledning och utgjorde aldrig något verkligt hot mot Gustav Vasa.
Dalarna delades efter upproren i två fögderier, med fogdar som mestadels hämtades utifrån, till skillnad från tidigare då de i första hand hämtades från landskapets ledande släkter.
Kungen hade ett intresse av att blåsa upp dessa händelser i den krönika som Peder Swart författade, för att visa på de besvärligheter som han lyckades övervinna under sitt första decennium vid makten. Denna krönika har sedan varit huvudkällan för historiker långt in på 1900-talet. Historieskrivningen om dessa händelser i läroböcker och inte minst i ovanstående text är fortfarande starkt präglade av Gustav Vasas propaganda.[källa behövs]